# Gary Neiwand
Gary Neiwand (Melbourne, 4 september 1966) is een Australisch voormalig baanwielrenner.

## Palmares
(amateur)
- Australisch kampioen sprint 1985-1986-1988-1990
- Commonwealth Games sprint 1986-1990
- Zilver Olympische Spelen sprint 1992 (Barcelona)
- Brons Olympische Spelen sprint 1988 (Seoel)
- 3e WK Sprint 1991

1993
- Wereldkampioen keirin
- Wereldkampioen sprint

1994
- Commonwealth Games sprint

1996
- Wereldkampioen ploegensprint
- Vicewereldkampioen keirin

1999
- Australisch kampioen 200m
- Australisch kampioen ploegensprint
- Oceanisch kampioen sprint

2000
- Australisch kampioen keirin
- Zilver Olympische Spelen keirin (Athene)
- Brons Olympische Spelen ploegensprint (Athene)

## Ploegen
- 1992-Foster's
- 1993-Foster's
- 1994-Foster's
- 1995-Foster's